# Anapistula boneti
Espèce
Anapistula boneti est une espèce d'araignées aranéomorphes de la famille des Symphytognathidae.

## Distribution
Cette espèce est endémique du Veracruz au Mexique,. Elle se rencontre vers Atoyac.

## Description
Le mâle holotype mesure 0,68 mm.

## Étymologie
Cette espèce est nommée en l'honneur de Federico Bonet Marco.

## Publication originale
- Forster, 1958 : Spiders of the family Symphytognathidae from North and South America. American Museum Novitates, no 1885, p. 1-14 (texte intégral).